# Sakkos

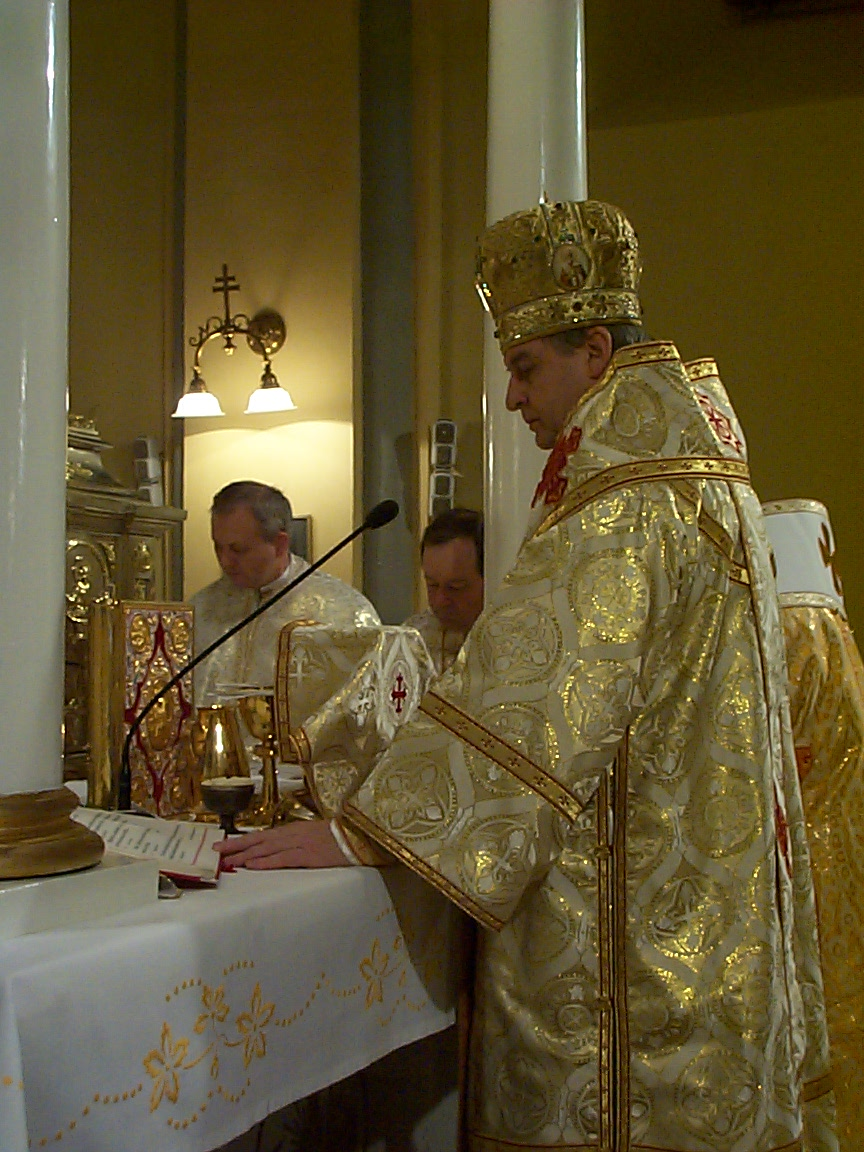
Abp Ján Babjak ubrany w Sakkos

Sakkos (gr. σάκκος) – wierzchnia szata liturgiczna noszona przez prawosławnych i greckokatolickich biskupów zamiast kapłańskiego felonionu. 
Jest to długa do kolan tunika z szerokimi rękawami i charakterystycznym wzorem wykończenia. Przednia i tylna część są połączone po bokach guzikami lub wstążkami. Jest podobny formą do łacińskiej dalmatyki, noszonej przez diakonów i wkładanej przez biskupów pod ornat. Sakkos był pierwotnie noszony przez cesarza jako oznaka władzy. Podobnie jak felonion, symbolizuje szatę, w którą ubrano Chrystusa na dworze Piłata.
Sakkos jest zwykle wykonany ze zdobionej brokatem tkaniny i może być misternie haftowany. Na środku tylnej części umieszczony jest krzyżyk, który biskup całuje przed nałożeniem szaty. Tradycyjnie, do sakkos zawieszone są dzwoneczki, na wzór szaty żydowskiego arcykapłana (Wj 28:33-34, 39:25-26).